# ATP Challenger Perth
Das ATP Challenger Perth (offiziell: Perth Challenger) war ein Tennisturnier, das von 1981 bis 2001 mit Unterbrechungen jährlich in Perth, Western Australia, stattfand. Es gehörte zur ATP Challenger Tour und wurde im Freien auf Hartplatz gespielt. Das Spiel wurde von einheimischen Spielern dominiert. Paul Kilderry gewann einen Titel im Einzel und vier Titel im Doppel.

## Liste der Sieger

### Einzel
| Jahr                         | Sieger            | Finalgegner       | Ergebnis          |                   |
| ---------------------------- | ----------------- | ----------------- | ----------------- | ----------------- |
| 2001                         | Vasilis Mazarakis | Jamie Delgado     | 6:2, 6:4          |                   |
| 2000                         | nicht ausgetragen | nicht ausgetragen | nicht ausgetragen | nicht ausgetragen |
| 1999                         | Paul Kilderry     | Dejan Petrović    | 6:4, 6:4          |                   |
| 1998                         | Lleyton Hewitt    | Mark Draper       | 6:4, 6:4          |                   |
| 1997                         | Wayne Arthurs     | Todd Larkham      | 7:5, 7:6          |                   |
| 1996                         | Richard Fromberg  | Steven Downs      | 6:0, 6:3          |                   |
| 1995                         | Andrew Ilie       | Michael Geserer   | 7:6, 6:4          |                   |
| 1994                         | Ján Krošlák       | Kent Kinnear      | 6:1, 6:2          |                   |
| 1993                         | David Adams       | Peter Moraing     | 6:3, 7:5          |                   |
| 1992                         | Kent Kinnear      | David Adams       | 6:2, 6:4          |                   |
| 1985–1991: nicht ausgetragen |                   |                   |                   |                   |
| 1984                         | Brian Levine      | Lloyd Bourne      | 6:1, 6:2          |                   |
| 1983                         | Wally Masur       | Juan Farrow       | 6:2, 4:6, 7:6     |                   |
| 1982                         | Eddie Edwards     | Craig A. Miller   | 6:3, 6:2          |                   |
| 1981                         | John Fitzgerald   | Syd Ball          | 6:2, 6:2          |                   |

### Doppel
| Jahr                         | Sieger                             | Finalgegner                    | Ergebnis          |                   |
| ---------------------------- | ---------------------------------- | ------------------------------ | ----------------- | ----------------- |
| 2001                         | Stephen Huss Lee Pearson           | Jordan Kerr Grant Silcock      | 6:3, 4:6, 7:61    |                   |
| 2000                         | nicht ausgetragen                  | nicht ausgetragen              | nicht ausgetragen | nicht ausgetragen |
| 1999                         | Paul Kilderry (4) Grant Silcock    | Paul Baccanello Josh Tuckfield | 6:4, 7:6          |                   |
| 1998                         | Lleyton Hewitt Paul Kilderry (3)   | Dejan Petrović Grant Silcock   | 6:7, 6:3, 7:6     |                   |
| 1997                         | James Holmes (2) Paul Kilderry (2) | Lleyton Hewitt Luke Smith      | 6:1, 3:6, 7:6     |                   |
| 1996                         | James Holmes (1) Andrew Painter    | Grant Doyle Andrew Kratzmann   | 7:5, 6:4          |                   |
| 1995                         | Joshua Eagle Andrew Florent        | Wayne Arthurs Andrew Kratzmann | 6:4, 6:4          |                   |
| 1994                         | Ben Ellwood Mark Philippoussis     | Wayne Arthurs Neil Borwick     | 7:5, 7:6          |                   |
| 1993                         | Paul Kilderry (1) Brent Larkham    | Ben Ellwood Mark Philippoussis | 7:6, 6:3          |                   |
| 1992                         | Lan Bale David Nainkin             | Andrew Florent Andrew McLean   | 3:6, 7:6, 7:5     |                   |
| 1985–1991: nicht ausgetragen |                                    |                                |                   |                   |
| 1984                         | Broderick Dyke John Van Nostrand   | Peter Carter Mark Hartnett     | 6:2, 6:3          |                   |
| 1983                         | John Benson Chris Johnstone        | Peter Doohan Michael Fancutt   | 3:6, 6:4, 7:6     |                   |
| 1982                         | Syd Ball (2) John Fitzgerald       | Brett Edwards Cliff Letcher    | 6:3, 6:3          |                   |
| 1981                         | Syd Ball (1) Cliff Letcher         | Colin Dibley John James        | 3:6, 7:6, 8:6     |                   |